# Lúcio Antíscio Veto (cônsul em 55)
Lúcio Antíscio Veto (em latim: Lucius Antistius Vetus; m. 65) foi um senador romano eleito cônsul em 55 com o recém-empossado imperador Nero. Era filho de Caio Antíscio Veto, cônsul em 23, e, provavelmente, irmão de Caio Antíscio Veto, cônsul em 50, e Camerino Antíscio Veto, cônsul em 46.

## Carreira
Ainda em 55, o ano de seu consulado, foi nomeado legado imperial da Germânia Superior, função que exerceu até o ano seguinte. Sua filha, Antístia Polita, era esposa de Rubélio Plauto, a quem Nero acusou de conspiração e mandou exilar em 60 e executar em 62. Desafiando o imperador, Antístia demonstrou seu luto publicamente. Mesmo assim, Lúcio foi procônsul da Ásia entre 64 e 65. Contudo, já de volta em Roma, Antíscio e sua filha foram acusados de traição pelo liberto Fortunato a pedido de Nero. Sem esperar pelo veredito, Antíscio, sua esposa Sêxtia e sua filha se suicidaram.